# District d'Akola
Le district d'Akola (en Marathi:अकोला जिल्हा) est un district de la Division d'Amravati du Maharashtra.

## Description
Son chef-lieu est la ville d'Akola. Au recensement de 2011, sa population était de 1 813 906 habitants.